# Emma Dent Coad
Emma Dent Coad, född Margaret Mary Dent den 15 november 1954 i Stepney i London, är en brittisk politiker (Labour). Hon var ledamot av underhuset för Kensington mellan 2017 och 2019.